# アナトリー・イサコビッチ・ルーリエ
アナトリー・イサコビッチ・ルーリエ（Анатолий Исакович Лурье、1901年7月19日 - 1980年2月12日）は、ソビエト連邦の数学者。

## 来歴
カリーニン・レニングラード工科大学卒業。非線形制御の研究で知られる。